# پویس
پویس (به انگلیسی: Powys) یک شهرستان در ولز است. پویس ۵٬۱۷۹ کیلومتر مربع مساحت دارد.